# Station Namen

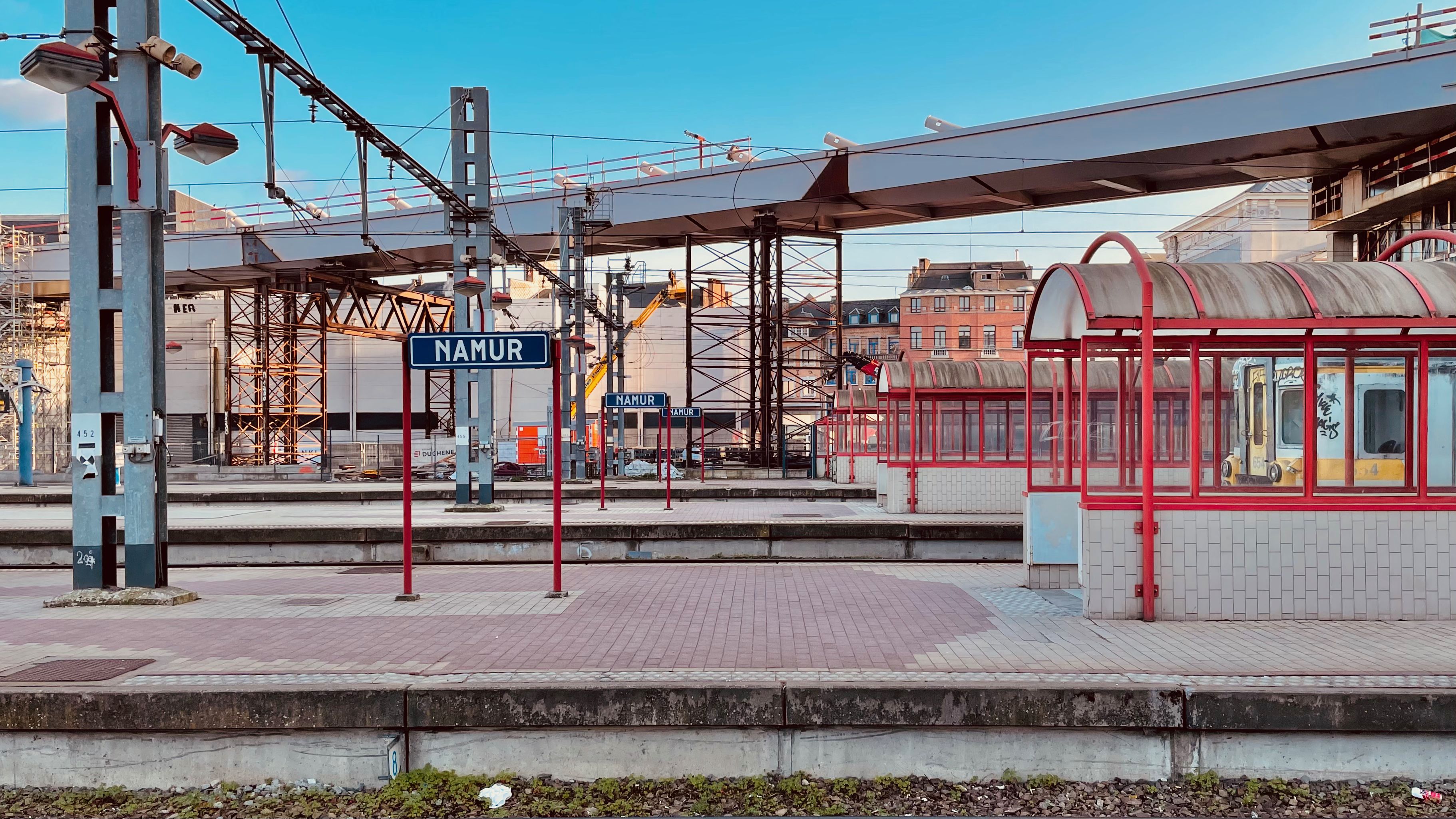
Naambord op een perron

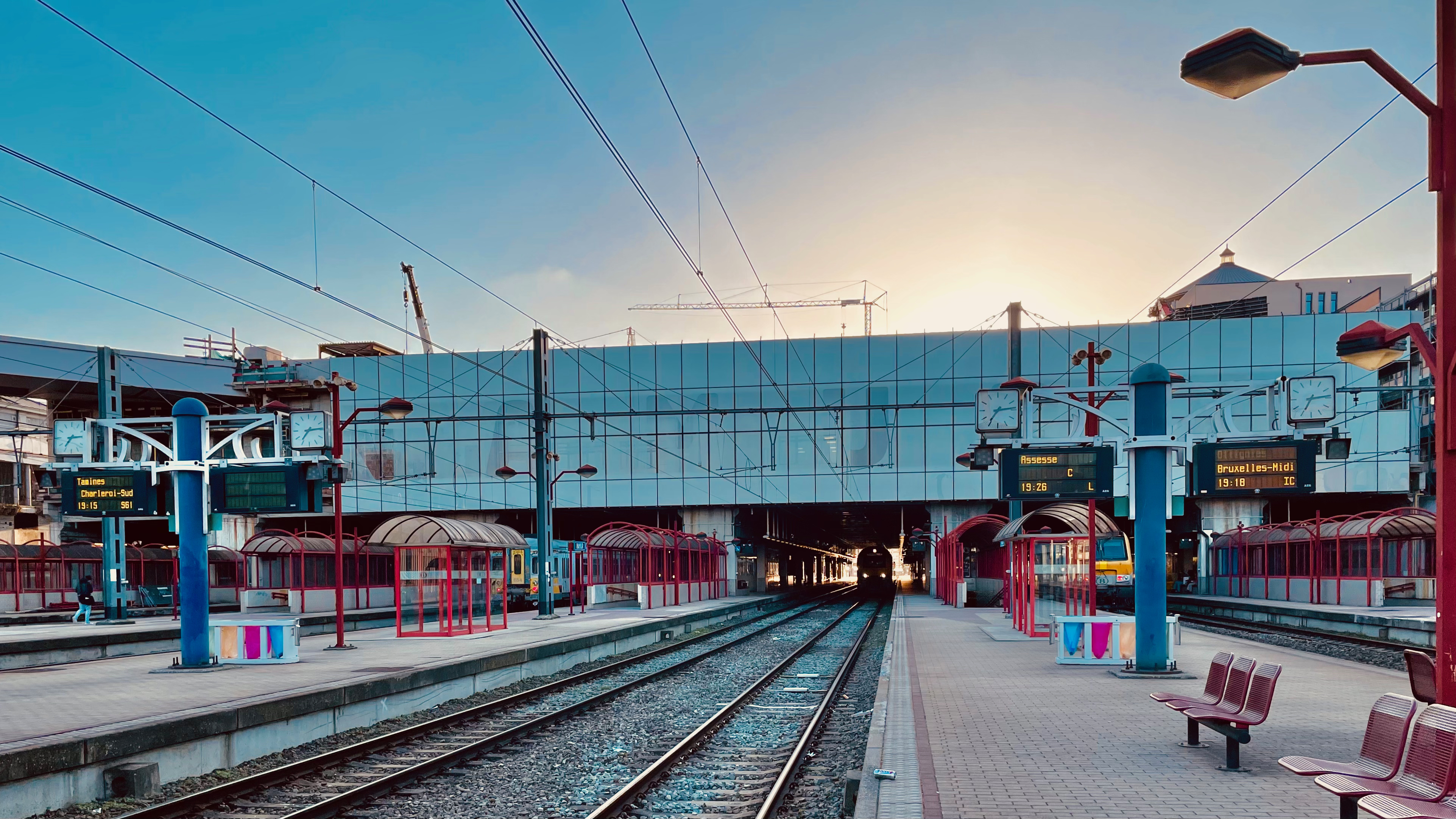
Zicht op de perrons

Station Namen is een spoorwegstation in de stad Namen (Frans: Namur). Het is een belangrijk spoorwegknooppunt, waar de spoorlijnen 125, 130, 154, 161 en 162 samenkomen.
In 2002 werd het station volledig vernieuwd met een beton overkapping waarboven de nieuwe stationsfaciliteiten zijn gelegen. Qua drukte is het station het drukste station van Wallonië (reizigerstelling 2022). Het is het zevende drukste station in België.
In 2018 wordt boven de huidige overkapping van het station een busstation gebouwd, die het oude busstation ten oosten van het station gaat vervangen.
Er zijn 11 sporen, waarvan 2 sporen gereserveerd zijn voor het doorgaande goederenverkeer naar de Athus-Maaslijn via spoorlijn 154. Ten westen van het station is een spoortunnel gebouwd die het mogelijk maakt dat de verkeersstromen Brussel - Aarlen (161, 162) en Luik - Charleroi (125, 130) elkaar niet gelijkvloers kruisen.
In het verleden was er aan de oostkant van het hoofdstation een zijstation met kopsporen ten behoeve van de Nord – Belge lijn 154 uit Dinant.

## Treindienst
| Serie       | Treinsoort               | Route | Bijzonderheden                                                                                                  |
| ----------- | ------------------------ | --- | --- |
| IC 16       | Intercity (NMBS/CFL)     | Brussel-Zuid – Namen – Luxemburg                                                                                      | |
| IC 17       | Intercity (NMBS)         | Brussels Airport-Zaventem – Brussel-Luxemburg – Namen – Dinant                                                        | Rijdt in het weekend tussen Brussel-Zuid en Dinant.                                                             |
| IC 18       | Intercity (NMBS)         | [ Doornik – Aat – ] Brussel-Zuid – Namen – Luik-Guillemins – Luik-Sint-Lambertus                                      | Rijdt alleen op werkdagen. Rijdt in de spits verder naar Doornik.                                               |
| IC 19       | Intercity (NMBS)         | Kortrijk – Moeskroen – Herzeeuw – Froyennes – /Doornik – Bergen – Charleroi-Centraal – Namen                          | Eerst en laatste ritten van/naar Kortrijk.                                                                      |
| IC 25       | Intercity (NMBS)         | Moeskroen – Doornik – Bergen – Charleroi-Centraal – Namen – Luik-Guillemins – Herstal – Liers                         | Rijdt in het weekend tussen Moeskroen en Liers.                                                                 |
| K 82 IC 41  | Intercity (NMBS/SNCF)    | Namen – Charleroi-Centraal – Maubeuge                                                                                 | |
| L 4950      | L-trein (NMBS)           | Luik-Guillemins – Hoei – Namen                                                                                        | |
| L 5750      | L-trein (NMBS)           | Namen – Sart-Bernard – Ciney                                                                                          | Rijdt in het weekend 1x/2 uur.                                                                                  |
| L 6050      | L-trein (NMBS)           | Namen – Dinant – Bertrix – Libramont                                                                                  | |
| L 6250      | L-trein (NMBS)           | Ottignies – Gembloers – Namen                                                                                         | |
| S 61        | S-trein Charleroi (NMBS) | Waver – Charleroi-Centraal – Namen – Jambes                                                                           | Rijdt in de week 2×/u tussen Jambes - Charleroi-Centraal.                                                       |
| P 7480/8480 | Piekuurtrein (NMBS)      | [ Hoei – Namen ] / [ Herstal – Luik-Sint-Lambertus – Luik-Guillemins – [ Rivage – Gouvy ] / [ Statte ] ]              | Rijdt alleen op werkdagen. Een trein vanuit Herstal naar Gouvy. Twee treinen per richting tussen Hoei en Namen. |
| P 7600/8600 | Piekuurtrein (NMBS)      | Rochefort-Jemelle – Namen – Brussel-Zuid                                                                              | Rijdt alleen op werkdagen. Een trein Brussel - Rochefort-Jemelle.                                               |
| P 7650/8650 | Piekuurtrein (NMBS)      | Namen – Gembloers – Ottignies                                                                                         | Rijdt alleen op werkdagen.                                                                                      |
| P 7660/8660 | Piekuurtrein (NMBS)      | Bertrix – Dinant – Namen                                                                                              | Rijdt alleen op werkdagen.                                                                                      |
| P 7670/8670 | Piekuurtrein (NMBS)      | [ Namen – Sart-Bernard ] / [ Rochefort-Jemelle – [ Libramont ] / [ Rivage – Luik-Guillemins – Luik-Sint-Lambertus ] ] | Rijdt alleen op werkdagen.                                                                                      |
| P 7780/8780 | Piekuurtrein (NMBS)      | Charleroi-Centraal – Namen – Jambes                                                                                   | Rijdt alleen op werkdagen. Een trein tot Jambes.                                                                |

## Reizigerstellingen
De grafiek en tabel geven het gemiddeld aantal instappende reizigers weer op een week-, zater- en zondag.
| Tabel: aantal instappende reizigers station Namen | Tabel: aantal instappende reizigers station Namen | Tabel: aantal instappende reizigers station Namen | Tabel: aantal instappende reizigers station Namen |
|                                                   | Weekdag                                           | Zaterdag                                          | Zondag                                            |
| ------------------------------------------------- | ------------------------------------------------- | ------------------------------------------------- | ------------------------------------------------- |
| 1977                                              | 16 277                                            | 6 060                                             | 5 246                                             |
| 1978                                              | 16 301                                            | 6 911                                             | 5 300                                             |
| 1979                                              | 15 787                                            | 5 930                                             | 5 508                                             |
| 1980                                              | 17 729                                            | 5 229                                             | 5 710                                             |
| 1981                                              | 16 905                                            | 5 509                                             | 6 006                                             |
| 1982                                              | 16 235                                            | 5 900                                             | 6 251                                             |
| 1983                                              | 17 665                                            | 5 091                                             | 5 977                                             |
| 1984                                              | 16 013                                            | 5 330                                             | 5 938                                             |
| 1985                                              | 17 877                                            | 5 861                                             | 6 257                                             |
| 1986                                              | 19 472                                            | 4 936                                             | 5 517                                             |
| 1987                                              | 16 993                                            | 4 912                                             | 5 719                                             |
| 1988                                              | 15 660                                            | 5 121                                             | 6 504                                             |
| 1989                                              | 18 344                                            | 5 854                                             | 6 880                                             |
| 1990                                              | 16 277                                            | 5 723                                             | 5 607                                             |
| 1991                                              | 16 515                                            | 6 110                                             | 6 178                                             |
| 1992                                              | 18 306                                            | 5 780                                             | 6 947                                             |
| 1993                                              | 17 088                                            | 6 318                                             | 6 544                                             |
| 1994                                              | 20 213                                            | 6 132                                             | 5 683                                             |
| 1995                                              | 18 390                                            | 6 163                                             | 6 196                                             |
| 1996                                              | 18 874                                            | 6 951                                             | 6 318                                             |
| 1997                                              | 19 603                                            | 6 433                                             | 6 214                                             |
| 1998                                              | 18 140                                            | 5 770                                             | 5 226                                             |
| 1999                                              | 20 234                                            | 5 952                                             | 5 977                                             |
| 2000                                              | 18 212                                            | 6 286                                             | 5 833                                             |
| 2001                                              | 17 726                                            | 5 550                                             | 5 872                                             |
| 2002                                              | 16 647                                            | 5 916                                             | 5 560                                             |
| 2003                                              | 14 903                                            | 6 070                                             | 5 550                                             |
| 2004                                              | 16 264                                            | 6 234                                             | 5 282                                             |
| 2005                                              | 15 469                                            | 8 084                                             | 7 410                                             |
| 2006                                              | 17 718                                            | 7 210                                             | 5 965                                             |
| 2007                                              | 17 632                                            | 6 278                                             | 5 936                                             |
| 2008                                              | -                                                 | -                                                 | -                                                 |
| 2009                                              | 17 773                                            | 6 618                                             | 6 634                                             |
| 2010                                              | -                                                 | -                                                 | -                                                 |
| 2011                                              | -                                                 | -                                                 | -                                                 |
| 2012                                              | 18 649                                            | 8 161                                             | 8 419                                             |
| 2013                                              | 18 833                                            | 7 738                                             | 7 332                                             |
| 2014                                              | 18 704                                            | 7 823                                             | 7 311                                             |
| 2015                                              | 18 647                                            | 7 964                                             | 7 605                                             |
| 2016                                              | 18 659                                            | 7 286                                             | 7 894                                             |
| 2017                                              | 20 156                                            | 7 146                                             | 7 440                                             |
| 2018                                              | 21 793                                            | 9 540                                             | 7 689                                             |
| 2019                                              | 21 768                                            | 8 718                                             | 7 657                                             |
| 2020                                              | 14 126                                            | 6 157                                             | 4 474                                             |
| 2021                                              | -                                                 | -                                                 | -                                                 |
| 2022                                              | 21 074                                            | 10 360                                            | 8 880                                             |
| 2023                                              | 21 590                                            | 8 822                                             | 8 835                                             |
| 2024                                              | 21 973                                            | 8 194                                             | 7 295                                             |

Beez ·
Dave-Nord ·
Dave-Saint-Martin ·
Faubourg-Saint-Nicolas ·
Flawinne ·
Jambes ·
Jambes-Est ·
Marche-les-Dames ·
Namen ·
Naninne ·
Ronet ·
Velaine
0,0: Luik-Guillemins ·
1,1: Val-Benoît ·
2,9: Sclessin ·
5,1: Tilleur ·
6,4: Pont-de-Seraing ·
7,3: Jemeppe-sur-Meuse ·
9,3: Flémalle-Grande ·
10,0: Leman ·
11,2: Flémalle-Haute ·
12,3: Chokier ·
14,0: Aigremont ·
15,3: Engis ·
17,3: La Mallieue ·
18,8: Hermalle-sous-Huy ·
21,2: Haute-Flône ·
22,5: Amay ·
24,9: Ampsin ·
27,9: Corphalie ·
29,4: Hoei ·
30,4: Statte ·
32,7: Bas-Oha ·
35,7: Java ·
40,3: Andenne ·
41,7: Château-de-Seilles ·
46,5: Sclaigneaux ·
48,8: Namêche ·
51,5: Marche-les-Dames ·
54,7: Beez ·
57,1: Faubourg-Saint-Nicolas ·
59,5: Namen
0,0: Namen ·
3,2: Ronet ·
4,8: Flawinne ·
8,6: Floreffe ·
10,9: Franière ·
13,5: Mornimont ·
14,4: Moustier ·
16,2: Ham-sur-Sambre ·
16,7: Jemeppe-sur-Sambre ·
19,3: Auvelais ·
21,4: Tamines ·
23,7: Aiseau ·
25,5: Tergnée ·
26,4: Farciennes ·
27,5: Le Campinaire ·
28,6: Pont-de-Loup ·
29,8: Châtelet ·
32,6: Couillet-Montignies ·
33,9: Couillet ·
36,6: Charleroi-Central
0,0: Namen ·
2,8: Frizet ·
5,5: Vedrin ·
6,4: Daussoulx ·
8,3: Cognelée ·
9,6; Waret-Chaussée ·
12,1: Leuze-Longchamps ·
16,2: Eghezée ·
18,2: Noville-Taviers ·
23,0: Ramillies ·
25,5: Hedenge ·
27,9: Huppaye ·
31,4: Geldenaken ·
33,4: Sint-Jans-Geest ·
35,7: Zittert-Lummen ·
37,8: Hoegaarden ·
41,2: Bost ·
43,5: Tienen
0,0: Namen ·
3,0: Jambes ·
4,8: Velaine ·
7,6: Dave-Nord ·
10,8: Tailfer ·
12,8: Profondeville ·
14,0: Lustin ·
17,0: Godinne ·
20,1: Yvoir ·
21,8: Houx ·
25,8: Bouvignes-sur-Meuse ·
28,0: Dinant ·
29,5: Neffe ·
36,4: Waulsort ·
36,4: Waulsort-Dorp ·
41,8: Hastière ·
44,2: Hermeton-sur-Meuse ·
46,1: Heer-Agimont
0,0: Schaarbeek ·
3,5: Koninklijke-Sint-Mariastraat ·
4,4: Rogierstraat ·
5,1: Leuvensesteenweg ·
5,8: Brussel-Schuman ·
6,1: Wetstraat ·
7,0: Brussel-Luxemburg ·
8,0: Mouterij ·
8,9: Etterbeek ·
10,1: Watermaal ·
12,0: Bosvoorde ·
13,9: Zoniënwoud ·
17,0: Groenendaal ·
18,9: Hoeilaart ·
20,0: Bakenbos ·
22,0: Terhulpen ·
23,2: Genval ·
25,2: Rixensart ·
27,7: Profondsart ·
29,0: Le Buston ·
30,0: Ottignies ·
36,0: Mont-Saint-Guibert ·
38,0: Blanmont ·
40,0: Chastre ·
41,9: Ernage ·
45,0: Gembloers ·
47,6: Lonzée ·
50,9: Beuzet ·
53,0: Saint-Denis-Bovesse ·
56,0: Rhisnes ·
62,0: Namen
0,0: Namen ·
2,1: Jambes-Oost ·
5,0: Dave-Saint-Martin ·
7,8: Naninne ·
10,9: Sart-Bernard ·
14,0: Courrière ·
16,7: Assesse ·
18,3: Florée ·
20,5: Natoye ·
26,4: Braibant ·
29,0: Ciney ·
32,0: Leignon ·
32,9: Chapois ·
39,1: Haversin ·
45,8: Hogne ·
48,9: Aye ·
51,2: Marloie ·
57,6: Rochefort-Jemelle ·
60,0: Forrières ·
62,8: Lesterny ·
65,9: Grupont ·
72,1: Mirwart ·
76,2: Poix-Saint-Hubert ·
80,0: Hatrival ·
89,7: Libramont ·
94,8: Verlaine ·
98,5: Neufchâteau ·
100,4: Hamipré ·
105,0: Cousteumont ·
107,1: Lavaux ·
111,1: Mellier ·
114,8: Marbehan ·
115,9: Rulles ·
118,5: Houdemont ·
121,6: Habay ·
125,8: Hachy ·
128,0: Fouches ·
132,7: Stockem ·
134,0: Viville ·
135,8: Aarlen ·
137,6: Weyler ·
140,3: Autelbas ·
142,6: Barnich ·
145,5: Sterpenich

## Externe koppelingen
- Site van het Waals gewestelijk archieven. Het station van Namen en het toekomstige hoofdkwartier van het Ministerie van Uitrusting en Werken (MET). Voortgang van de werken. Foto's van 1997.